# Uglegorsk (Sachalin)
Uglegorsk (russisch Углегорск) ist eine Stadt in der Oblast Sachalin (Russland) mit 8041 Einwohnern (Stand 1. Oktober 2021).

## Geographie
Die Stadt liegt an der Westküste der Insel Sachalin, etwa 350 km nordwestlich der Oblasthauptstadt Juschno-Sachalinsk, am Tatarensund zwischen dem Japanischen und dem Ochotskischen Meer, am Rande der sumpfigen Niederung des Flusses Uglegorka nahe seiner Mündung.
Die Stadt Uglegorsk ist der Oblast administrativ direkt unterstellt und zugleich Verwaltungszentrum des gleichnamigen Rajons.
Uglegorsk hat einen kleinen Seehafen.

## Geschichte
Uglegorsk entstand nach 1905, während der Zugehörigkeit des Südteils der Insel Sachalin (bis zum 50. Breitengrad) zu Japan, unter dem Namen Esutoru (jap. 恵須取町, -chō). Im Ergebnis des Zweiten Weltkriegs kam der Ort 1945 zur Sowjetunion und erhielt 1946 unter dem heutigen Namen – von russisch ugol für Kohle – Stadtrecht.

### Bevölkerungsentwicklung
| Jahr | Einwohner |
| ---- | --------- |
| 1937 | 31.959    |
| 1959 | 17.852    |
| 1970 | 17.921    |
| 1979 | 18.429    |
| 1989 | 18.402    |
| 2002 | 13.396    |
| 2010 | 10.381    |

Anmerkung: Volkszählungsdaten

## Wirtschaft
In Uglegorsk gibt es Betriebe der Holz-, Papier- und Bauwirtschaft sowie Lebensmittelindustrie. Der Ort ist Zentrum eines Landwirtschaftsgebietes (Kartoffel- und Gemüseanbau). In der Umgebung wird Steinkohle gefördert, welche der Stadt den Namen gab.